# Slavia Praga (piłka nożna)
Sportovní klub Slavia Praha – fotbal (w skrócie SK Slavia Praha) – czeski klub piłkarski z siedzibą w Pradze (Vršovice, Praga 10), założony 2 listopada 1892 (sekcję piłki nożnej utworzono w 1896 r.), występujący w czeskiej ekstraklasie.

## Historia
2 listopada 1892 grupa studentów medycyny założyła w Vinohradach klub sportowy, którego celem było zwiększenie aktywności sportowej wśród uczniów. W pierwszych latach istnienia, jego jedyną działalność stanowiło kolarstwo, w związku z czym nadano mu nazwę Akademický cyklistický odbor Slavia (ACOS). W 1894 r. stowarzyszenie zostało rozwiązane przez policję za rzekome działania antyaustriackie. Jednak 31 maja 1895 z inicjatywy lekarza Jaroslava Hausmana powołano klub sportowy Slavia, nawiązujący do tradycji ACOS, a w 1896 r. w jego ramach utworzono - istniejącą do dzisiaj - sekcję piłkarską. W kolejnych latach drużyna 6-krotnie zostawała mistrzem Czech (w Austro-Węgrzech), 13-krotnie zdobywała mistrzostwo Czechosłowacji i dwukrotnie mistrzostwo Czeskiego Związku (CSF). Od czasu powstania Czech po mistrzostwo sięgnął sześć razy (patrz dział "Sukcesy"). Ogółem SK Slavia zdobyła 26 tytułów mistrzowskich. Największym sukcesem międzynarodowym klubu było zdobycie Pucharu Mitropa w 1938 r. co oznaczało wówczas tytuł najlepszej drużyny środkowej Europy i Włoch. W barwach praskiej drużyny grał wówczas legendarny Josef Bican, który zdobył dla klubu aż 395 goli w zaledwie 219 spotkaniach. Drugą gwiazdą tego okresu był legendarny bramkarz František Plánička. 
Od przejęcia pełni władzy przez komunistów w Czechosłowacji w 1948 r. Slavia traci na znaczeniu. Kojarzona z inteligencją nie była wspierana przez władze. Do 1989 r. zajęła jedynie kilka razy trzecie miejsce w lidze, kilka sezonów zagrała też w II lidze czechosłowackiej, co przed wojną było nie do pomyślenia.
Po upadku komunizmu nadeszły lepsze czasy, w ostatnim sezonie ligi czechosłowackiej (1992/93) Slavia zdobyła wicemistrzostwo. Po rozpadzie kraju i powołaniu do życia Czech, Slavia razem ze Spartą tworzą wielką dwójkę ligi. W pierwszych pięciu sezonach Slavia zdobywa mistrzostwo i cztery wicemistrzostwa. W tym okresie pojawiła się popularna przyśpiewka wśród fanów Sparty do Slavii "wiecznie drudzy". Sezon 1995/96 był dla niej najlepszy od 1938 r. Czerwono-biali zdobyli mistrzostwo i doszli do półfinału Puchar UEFA. W tym okresie przez klub przewinęło się wielu graczy, którzy zrobili kariery za granicą i decydowali o sile czeskiej reprezentacji (m.in. Karel Poborský, Jan Suchopárek, Vladimír Šmicer, Patrik Berger, czy Pavel Kuka).
W latach 2001–2006 nastał słabszy okres dla klubu, czerwono-biali tracą drugą pozycję w kraju. Okres ten kończy wejście nowego sponsora, brytyjskiej grupy ENIC Group. Efektem tego były dwa mistrzostwa w latach 2008 i 2009. Slavia budowała swój skład w oparciu o młodych graczy. Wielu z nich występuje w młodzieżowych reprezentacjach, jak, Jakub Diviš, Petr Janda (wszyscy Czechy U-21). W zespole są też reprezentanci kadr narodowych to: Tijani Belaïd (Tunezja). Slavia dostała się do fazy grupowej Ligi Mistrzów 2007/2008 pokonując w III rundzie kwalifikacji AFC Ajax.  W 2009 r. sytuacja zmieniła się na gorsze, klub popadł w zadłużenie, sponsor wycofał się z klubu w 2011 r. Znów nastało kilka słabszych sezonów zakończonych w środku ligowej stawki (2009-2015).
W 2015 r. w Slavię zainwestowała potężna chińska spółka energetyczna, będąca jednym z większych przedsiębiorstw Chin - CEFC China Energy. Od tego momentu czerwono-biali są pierwszą siłą czeskiego futbolu, a ich popularność rośnie z roku na rok, przyćmiewając pierwszy raz od lat czterdziestych lokalnego rywala - Spartę. Średnia widzów w lidze od 2015 r. podniosła się z ok. 6 tys. na mecz do 16 tys. na mecz w sezonie 2019/20. Chińczycy, spłacili zadłużenie Slavii, wykupili stadion na własność klubu, zainwestowali spore pieniądze w skład sprowadzając wiekowe gwiazdy, które natychmiast miały podnosić jakość gry. Wyróżniał się napastnik Milan Škoda, a  obecnie gwiazdami Slavii są bramkarz Ondřej Kolář  i rumuński pomocnik Nicolae Stanciu. W sezonie 2018/19 Slavia dotarła do ćwierćfinału Ligi Europy odpadając po wyrównanym dwumeczu z Chelsea, rok później wystąpiła w fazie grupowej Ligi Mistrzów w "grupie śmierci" z Interem Mediolan, Borussią Dortmund i Barceloną, gdzie udało jej się zremisować na wyjeździe z Barceloną. Ogólnie w grupie zremisowała 2 spotkania i cztery nieznacznie przegrała.

## Derby Pragi
Od 1896 do końca roku 2022 rozegrano ponad 300 oficjalnych derbowych spotkań pomiędzy Slavią i Spartą Praga. W ogólnym bilansie o 40 zwycięstw lepsza jest Sparta z 136 wygranymi, Slavia wygrała 96 meczów, 72 razy padł remis.
Ostatnie, 304. derby Pragi, rozegrano na stadionie Slavii 23 października 2022 i zakończyły się wygraną gospodarzy 4:0.

## Historyczne nazwy klubu
- 1892 – SK ACOS Praha (Sportovní klub Akademický cyklistický odbor Slavia Praha)
- 1895 – SK Slavia Praha (Sportovní klub Slavia Praha)
- 1948 – Sokol Slavia Praha
- 1949 – ZSJ Dynamo Slavia Praha (Základní sportovní jednota Dynamo Slavia Praha)
- 1953 – DSO Dynamo Praha (Dobrovolná sportovní organizace Dynamo Praha)
- 1954 – TJ Dynamo Praha (Tělovýchovná jednota Dynamo Praha)
- 1965 – SK Slavia Praha (Sportovní klub Slavia Praha)
- 1973 – TJ Slavia Praha (Tělovýchovná jednota Slavia Praha)
- 1977 – TJ Slavia IPS Praha (Tělovýchovná jednota Slavia Inženýrské průmyslové stavby Praha)
- 1978 – SK Slavia IPS Praha (Sportovní klub Slavia Inženýrské průmyslové stavby Praha)
- 1991 – SK Slavia Praha (Sportovní klub Slavia Praha – fotbal, a.s.)

## Sukcesy
| \| \| Zdobyte trofea w rozgrywkach Czechosłowacji (stan na: 1993) \| |                                                             |      |                                                                              |
| Rozgrywki                                                            | Osiągnięcie                                                 | Razy | Sezon(y)                                                                     |
| · Mistrzostwo                                                        | I miejsce                                                   | 13   | 1925, 1929, 1930, 1931, 1933, 1934, 1935, 1937, 1940, 1941, 1942, 1943, 1947 |
| · Mistrzostwo                                                        | II miejsce                                                  | 9    | 1926, 1927, 1928, 1932, 1936, 1938, 1939, 1948, 1993                         |
| · Mistrzostwo                                                        | III miejsce                                                 | 6    | 1959, 1966, 1974, 1976, 1977, 1985                                           |
| Puchar                                                               | zdobywca                                                    | 4    | 1941, 1942, 1945, 1974                                                       |
| Puchar                                                               | finalista                                                   |      |                                                                              |
| Czechosłowacja                                                       | Zdobyte trofea w rozgrywkach Czechosłowacji (stan na: 1993) |      |                                                                              |

| \| \| Zdobyte trofea w rozgrywkach Czech (stan na: 26.04.2025) \| |                                                          |      |                                                                              |
| Rozgrywki                                                         | Osiągnięcie                                              | Razy | Sezon(y)                                                                     |
| · Mistrzostwo                                                     | I miejsce                                                | 8    | 1996, 2008, 2009, 2017, 2019, 2020, 2021, 2025                               |
| · Mistrzostwo                                                     | II miejsce                                               | 13   | 1994, 1995, 1997, 1998, 2000, 2001, 2003, 2005, 2007, 2018, 2022, 2023, 2024 |
| · Mistrzostwo                                                     | III miejsce                                              | 2    | 1999, 2006                                                                   |
| · Puchar                                                          | zdobywca                                                 | 7    | 1997, 1999, 2002, 2018, 2019, 2021, 2023                                     |
| · Puchar                                                          | finalista                                                | -    |                                                                              |
| Czechy                                                            | Zdobyte trofea w rozgrywkach Czech (stan na: 26.04.2025) |      |                                                                              |

- Mistrzostwo Czech (w Austro-Węgrzech): (6x) 1897 (wiosna), 1897 (jesień), 1898, 1899, 1900, 1901 (niedokończone)
- Wicemistrzostwo Czech (Austro-Węgry): (4x) 1896, 1897 (wiosna-Slavia B), 1899 (Slavia B), 1900 (Slavia B)
- 3. miejsce (Austro-Węgry): (1x) 1901 (Slavia B)
- Mistrzostwo Czeskiego Związku: (2x) 1913, 1915 (nieuznawane przez większość klubów)
- Wicemistrzostwo Czeskiego Związku: (1x) 1912
- Puchar Dobroczynności: (4x) 1908, 1910, 1911, 1912
- Puchar Środkowoczeski: (7x) 1922, 1926, 1927, 1928, 1930, 1932, 1935
- Puchar Czeski: (3x) 1941, 1942, 1945
- Puchar Mitropa: (1x) 1938

## Obecny skład
Stan na 6 sierpnia 2023
| Nr | Poz. | Piłkarz                             |
| -- | ---- | ----------------------------------- |
| 1  | BR   | Ondřej Kolář                        |
| 2  | OB   | Sheriff Sinyan                      |
| 3  | OB   | Tomáš Holeš                         |
| 4  | OB   | Aiham Ousou                         |
| 5  | OB   | Igoh Ogbu (wyp. ze Slovana Liberec) |
| 6  | PO   | Conrad Wallem                       |
| 8  | PO   | Lukáš Masopust                      |
| 9  | NA   | Muhamed Tijani                      |
| 10 | PO   | Christos Zafeiris                   |
| 11 | NA   | Stanislav Tecl                      |
| 12 | NA   | Mojmír Chytil                       |
| 14 | NA   | Mick van Buren                      |
| 15 | NA   | Václav Jurečka                      |
| 17 | PO   | Lukáš Provod                        |
| 18 | OB   | Jan Bořil (kapitan)                 |

| Nr | Poz. | Piłkarz         |
| -- | ---- | --------------- |
| 19 | PO   | Oscar Dorley    |
| 20 | PO   | David Pech      |
| 21 | PO   | David Douděra   |
| 23 | PO   | Petr Ševčík     |
| 24 | BR   | Jan Sirotník    |
| 25 | PO   | Jakub Hromada   |
| 26 | NA   | Ivan Schranz    |
| 27 | OB   | Tomáš Vlček     |
| 28 | BR   | Aleš Mandous    |
| 29 | OB   | Michal Tomič    |
| 30 | OB   | Taras Kaczaraba |
| 31 | BR   | Jan Stejskal    |
| 32 | PO   | Ondřej Lingr    |
| 34 | PO   | Petr Hronek     |
| 35 | PO   | Matěj Jurásek   |

## Symbole klubu

sztandar

- Biały kolor – symbol fair play i olimpijskiej idei
- Czerwony kolor – symbol serca
- Czerwona gwiazda – symbol nadziei i dobrej myśli